# ウダー

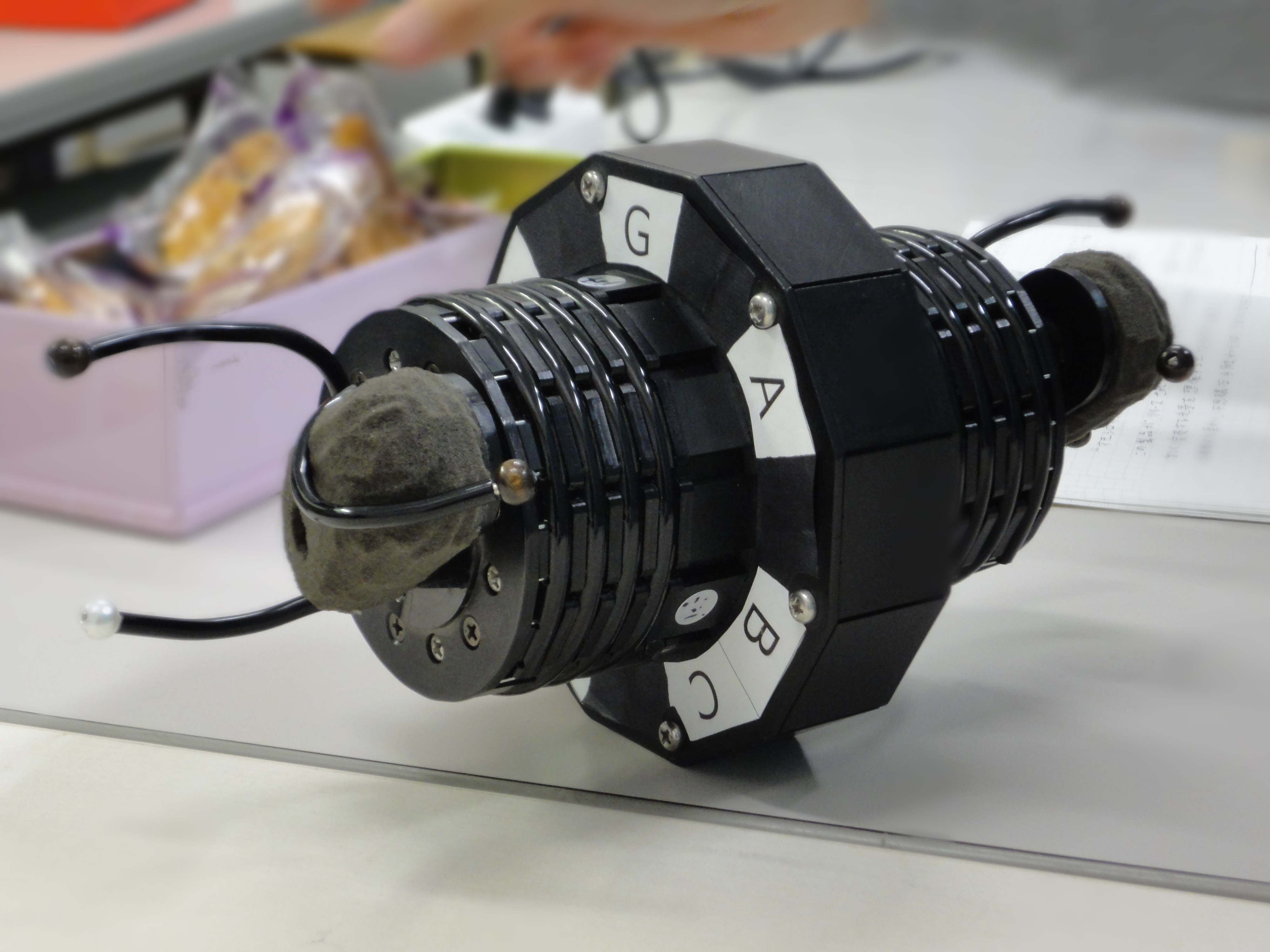
ウダー（操作部）（写真はウダー3.3）

ウダー（Udar）は、新しい電子楽器のひとつ。円柱系の操作部を両手で挟み込み、全ての指を使って和音演奏する独特の操作系を特徴とし、宇田道信が発明した。宇田により開発されたことからこのように命名された。発音はギターと同じ。

## 構造
操作部は薄い円盤型の基部と、円盤の平面の両側に12角形の円柱型をした握り筒、更に握り筒の外側に手で操作部を掴む助けになるフックがついている。現行の色は黒である。手を当てるところもある。円柱部にある「ロープ」と呼ばれる感圧帯を押す事で発音する。ロープの直下に感圧形のセンサが384個内蔵されており、複数の指を検出する事ができる。また、ロープは螺旋状になっており、螺旋が基部から遠くに向かうほど発音の音程が高くなる。又左右対称にできている。螺旋が一周する事で1オクターブの音程変化となり、現行のウダーは螺旋は円柱部を4周している。さらに、円柱部の12角形の面の中央が平均律の基音に一致するよう調律されている。ただしウダー自体は無段階に発音できるため、平均律だけではなく、純正律など他の音律で演奏することも可能。

## 音を出す仕組み
ロープを押さえると下にある複数のセンサーが反応する。圧力センサーから指の位置と圧力を算出する。これによりウダーは運指データを生成する。運指データはタッパーに送られMIDIに変換される。MIDIに応じてMIDI音源が、音データを生成し、音データがアンプにより増幅され、スピーカーによって音が鳴る。

## 特徴
和音が演奏できる楽器であり、かつ音程が音階と関係なく自由に取れるため、一人の奏者が和音のそれぞれの音をポルタメントして別の和音に移行できる。又、ドの位置が決まっていない。イベントでも見られる通り温かい癒しの音色が印象的であるが、ウダーそのものには音源は内蔵しておらず、外付けのMIDI音源、その先につなぐアンプなどが必要である。出力はMIDIではない独自仕様になっており、MIDI音源につなぐために変換アダプタを使っている。あくまでも「ウダーの音」というよりはウダーに合った音色を選んでいるだけであることに注意されたい。
大人の科学版開発以降はMIDI音源ではなくPSoCを使った専用音源となっている。

## 演奏法

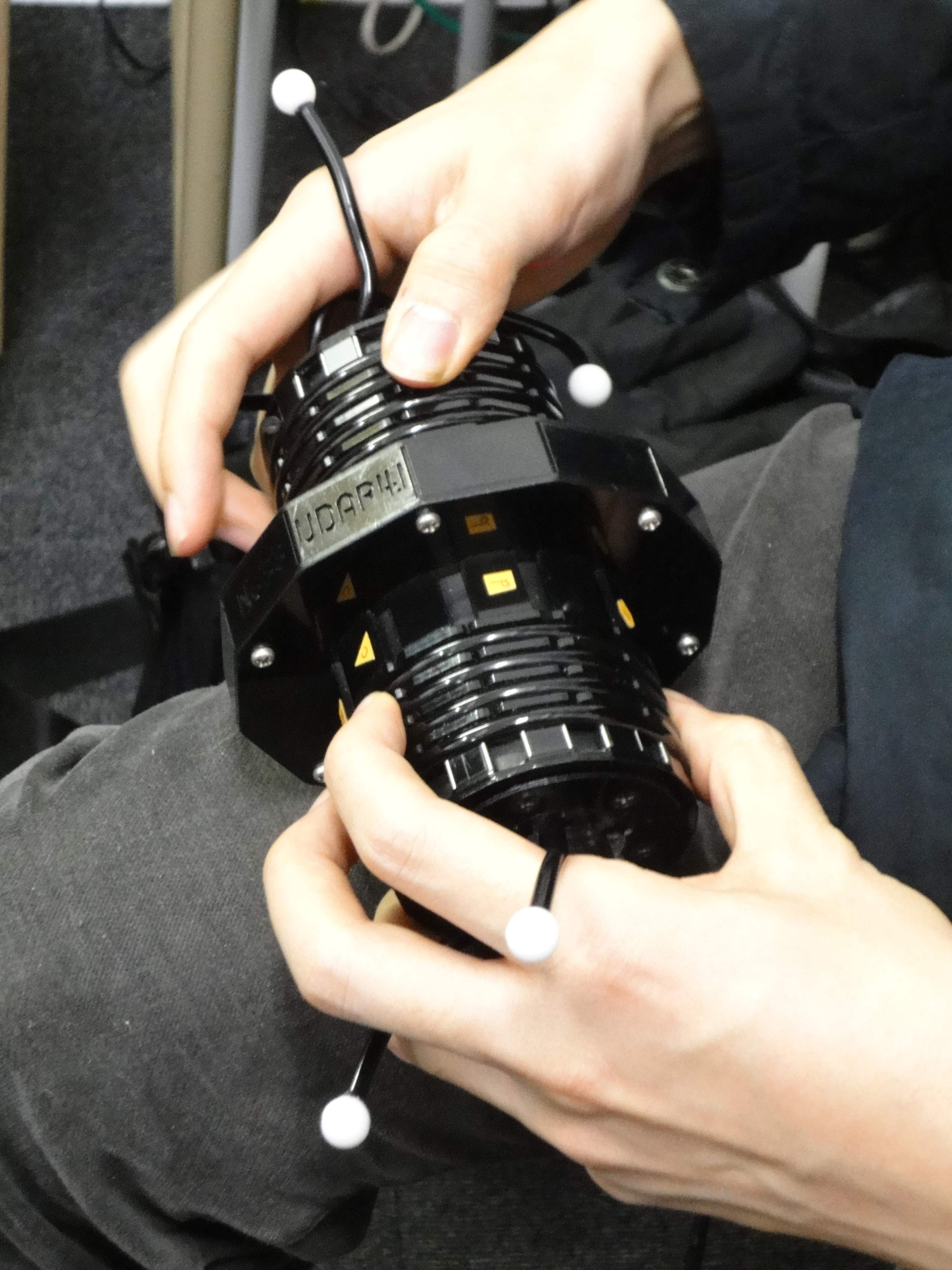
ウダーの演奏法（写真はウダー4.1）

まず、電子楽器なので電源を入れる。その後、フックを両手の指の間に入れ、両手の掌で本体を包み込むように掴む。膝に乗せるとひき易い。指を良く開き、円筒部の面の中央を押さえるよう指を動かし、囲むような指使いでロープを押さえて演奏する。特定の旋律を演奏する前に、指と指の間隔でどの音階が出るのかを良く訓練する必要がある。

## 今後の予定
『大人の科学』のふろくを目指しており、2011楽器フェアの学研ブースではウダーの変遷についての展示があった。
また、2012年中の販売を目指し、テストユーザーが募集されている。

## 機種一覧

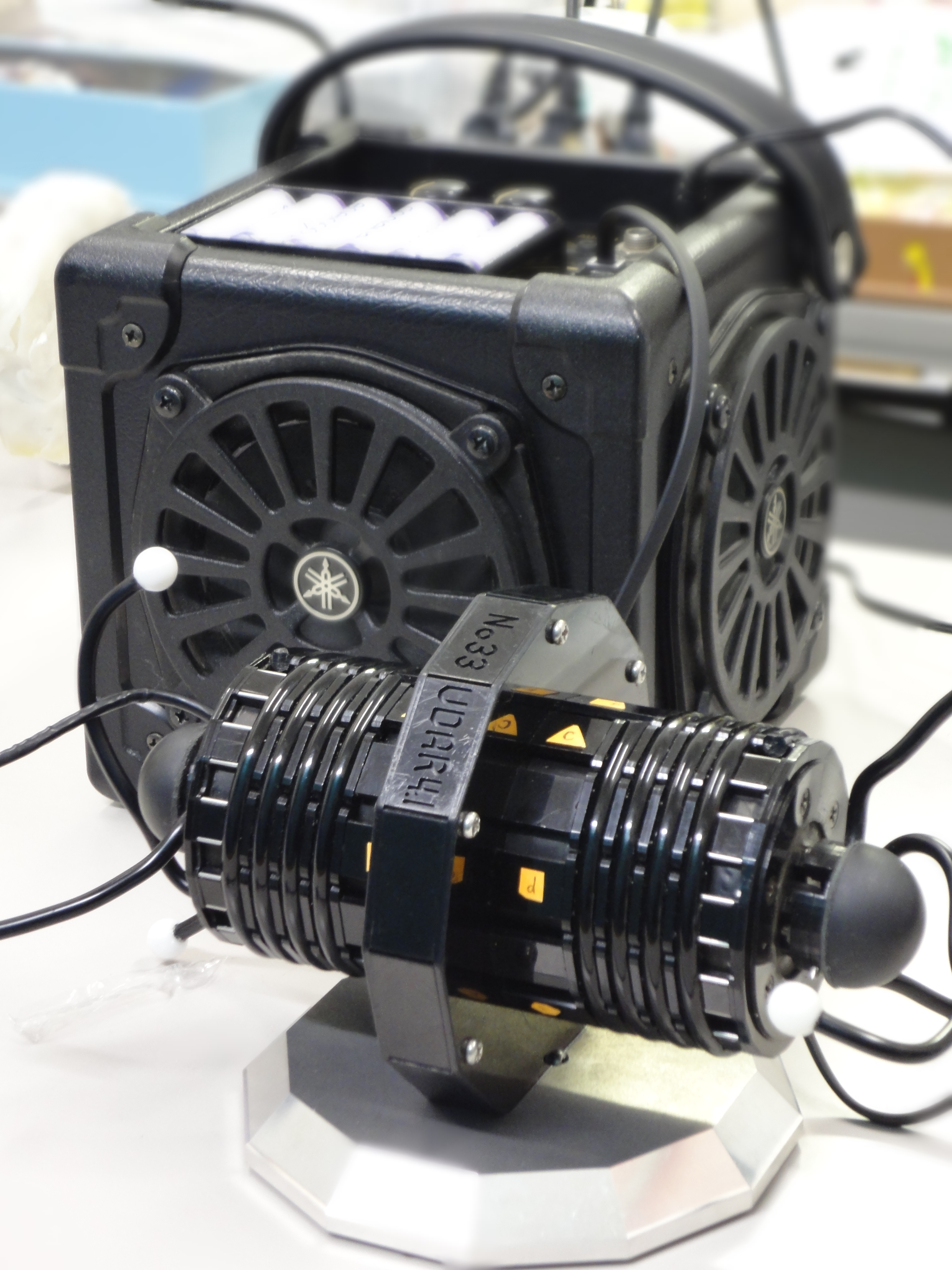
ウダー4.1

### 本体

#### 開発中
- ウダー4.5

#### 最新版
- ウダー4.xシリーズ（4.0～）
- HUdシリーズ（01～05） ※大人の科学開発版
- ウダー3.3
- ウダー3.2-26
- ウダー3.2
- ウダー3.1
- ウダー3号3.0
- ウダー2号
- ウダー1号
- クロマチックウダー2号
- クロマチックウダー1号
- 対旋琴シリーズ（1号器～6号器）
- らせん3号
- らせん2号
- らせん1号

### ウダー周辺機器
- ウダーモバイルpine
- ウダーモバイルVanguard
- ウダーモバイルmini
- ウダーモバイルLite
- ウダーモバイル

開発履歴については公式開発履歴を参照。